# 朗凡
朗凡（法語：Lanfains，法語發音：[lɑ̃fɛ̃]）是法国阿摩尔滨海省的一个市镇，位于该省中部，属于圣布里厄区。

## 地理
朗凡（48°21'11"N, 2°54'51"W）面积21.87 平方千米，位于法国布列塔尼大區阿摩尔滨海省，该省份为法国西北部沿海省份，位于布列塔尼半岛北部，北濒大西洋英吉利海峡，西接菲尼斯泰尔省，南至莫尔比昂省，东临伊勒-维莱讷省。
与朗凡接壤的市镇（或旧市镇、城区）包括：勒弗伊、勒博代奥、拉阿尔穆瓦、圣比伊、圣布朗当、普勒克-莱尔米塔日。

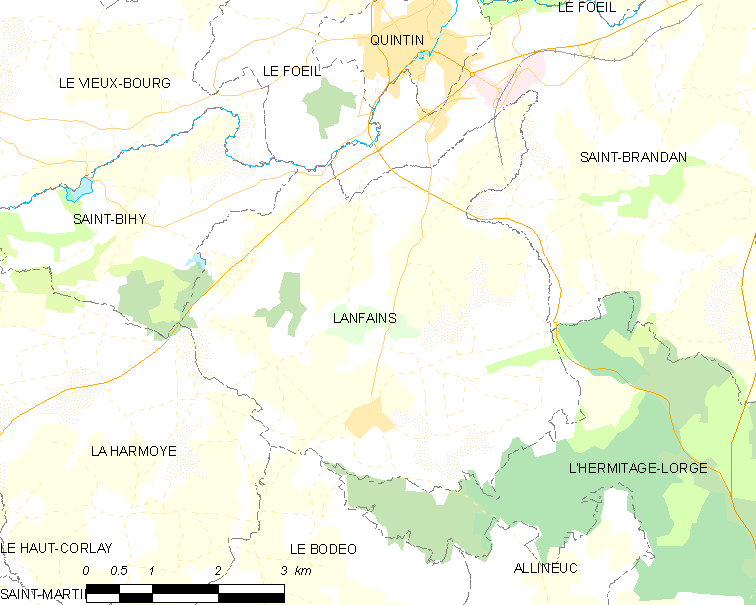
朗凡的OSM定位图

朗凡的时区为UTC+01:00、UTC+02:00（夏令时）。

## 行政
朗凡的邮政编码为22800，INSEE市镇编码为22099。

## 政治
朗凡所属的省级选区为普莱洛县。

## 人口

1962-2008年间朗凡人口变化图示

朗凡于2022年1月1日时的人口数量为1091人。